# Успон Мрачног Витеза
Успон Мрачног Витеза (енгл. The Dark Knight Rises) је амерички суперхеројски филм из 2012. године, у режији Кристофера Нолана. Нолан је такође и један од аутора филмског сценарија који је заснован на филмској причи коју су написали Џонатан Нолан и Дејвид С. Гојер. Филм је снимљен по стриповима о суперхероју Бетмену и представља последњи део Ноланове Бетмен трилогије и наставак филмова Бетмен почиње из 2005. и Мрачни Витез из 2008. године. Главна улога поново је поверена Кристијану Бејлу, а Мајкл Кејн, Гари Олдман и Морган Фриман такође репризирају своје улоге из претходна два дела. Филмској екипи су се придружили Ен Хатавеј у улози лукаве провалнице Селине Кајл и Том Харди као Бејн, опасни терориста решен да по сваку цену уништи Готам, чије акције приморавају Бруса Вејна да након дуже паузе поново постане Бетмен.
Упркос оклевању, Нолан је одлучио да сними трећи наставак серијала након што је са својим братом Џонатаном и Гојером написао причу за коју је сматрао да на задовољавајући начин окончава трилогију. Инспирацију за филм добио из стрипа Knightfall из 1993. у коме се Бејн појављује по први пут, као и серијала The Dark Knight Returns из 1986. и стрипа No Man's Land из 1999. године. Филм је сниман на разним локацијама у Џодпуру, Лондону, Нотингему, Глазгову, Лос Анђелесу, Њујорку, Њуарку и Питсбургу. Нолан је током снимања највећим делом користио ИМАКС камере како би оптимизирао квалитет фотографије. Као и у случају филма Мрачни Витез, промотивна кампања почела је још у раној фази продукције. По завршетку снимања, компанија Ворнер Брос. израдила је промотивни веб сајт, објавила првих шест минута филма и филмске трејлере, као и додатне информације о радњи филма.
Светска премијера филма одржана је 16. јула 2012. у Њујорку, а у српским биоскопима филм је почео да се приказује 26. јула. Наишао је на позитиван пријем код критичара, а филмски часописи често су га називали једним од најбољих филмова из 2012. године. Као и Мрачни Витез, на биоскопским благајнама зарадио је преко милијарду долара, чиме је постао други филм о Бетмену коме је ово пошло за руком. Успон Мрачног Витеза је тада био седми најпрофитабилнији филм свих времена, а 2012. нашао се на трећем месту листе филмова са највећом зарадом након филмова Осветници и Скајфол.

## Радња
Маскирани терориста и бивши члан Лиге Сенки, Бејн, отима нуклеарног физичара др Леонида Павела из ЦИА-ног авиона изнад Узбекистана.
Осам година након догађаја из претходног филма, мир влада Готамом. Џејмс Гордон готово је искоренио насиље и организовани криминал из града због Дентовог закона. Међутим, још увек осећа кривицу због заташкавања злочина Харвија Дента. Његов план је да открије истину за време говора који се сваке године одржава у Дентову част, али у последњем тренутку одлучује да град још увек није спреман да сазна истину. Бетмен је нестао из Готам Ситија, али нестао је и Брус Вејн који дане проводи у дворцу на свом великом имању. Компанија Вејн Ентерпрајз почиње да пропада након што Вејн напусти пројекат енергетског језгра дизајнираног да користи нуклеарну фузију, плашећи се да би у погрешним рукама језгро могло бити опасно оружје. Приликом једног од пријема у Вили Вејнових, Селина Кајл краде бисерну огрлицу Марте Вејн и узима отисак прста са сефа Бруса Вејна.
Након што следи траг отмице конгресмена, Гордон пада у руке Бејна, али успева да побегне након што му Бејн узме говор. Рањени Гордон завршава у болници, а полицајца Џона Блејка промовише у детектива. Детектив Блејк (који зна ко је заправо Бетмен) и Гордон наговарају Бетмена да се врати, али Алфред Пениворт се противи тој идеји, изражавајући своју забринутост за Вејнову будућност и даје оставку. У међувремену Бејн напада берзу и договара рискантне инвестиције у Вејново име што за последицу има банкрот за Вејн Ентерпрајз; Вејн је приморан да пренесе своје овлашћења другоме. Исправно сумњајући да је његов пословни ривал, Џон Дагет, запослио Бејна како би му помогао у преузимању компаније, Вејн почиње да верује Миранди Тејт која треба да држи Дагета на растојању. Бејн, међутим, има друге планове и убија Дагета преузимајући комплетну контролу над његовом инфраструктуром.
Уз асистенцију Селине Kајл, Бетмен се среће са Бејном који му говори да је преузео Лигу сенки након Ра'с ал Гулове смрти. Бејн открива да је користио Дагетове компаније за коначно уништење Готама пре него што онеспособи Бетмена и баци га у затвор из којег је готово немогуће побећи. Остали заробљеници испричају Вејну причу о јединој особи која је успела да побегне: детету Ра'с ал Гула које је рођено у паклу затвора.
Бејн намамљује већину полиције Готама у подземље и детонира постављене експлозиве по целом граду након чега полицајци остају заробљени, а сам Готам Сити се претвара у изоловани град: сваки покушај одласка из града резултоваће детонацијом нуклеарне бомбе из компаније Вејн Ентерпрајз. У јавном наступу Бејн открива праве догађаје око Дентове смрти и пушта затворенике из затвора. Богати и моћни насилно су доведени пред суд којим председава Џонатан Kрејн. Након покушаја да специјалне јединице уђу у град, влада у потпуности блокира Готам, а сам град улази у раздобље тоталног безакоња.
У међувремену се пребијени Вејн опоравља од својих повреда и почиње да тренира. Пет месеци касније, он успешно бежи из Бејновог затвора, враћа се у Готам и тражи помоћ од Kајлове, Блејка, Тејтове, Гордона и Лушуса Фокса у ослобађању града и заустављању бомбе пре њене експлозије. Бетмен се суочава и побеђује Бејна, али Тејтова се умеша и открива му да је она Талија ал Гул. Она је била та која је из затвора побегла као дете, пре него што се са својим оцем и припадницима Лиге сенки вратила како би спасила Бејна, једину особу која јој је помогла док је била у затвору. Она је та која планира да заврши рад свог оца: да уништи Готам и освети његову смрт.
Гордон успева да спречи Тејтову да детонира бомбу путем даљинског блокатора, док Kајлова истовремено спашава Бетмена убивши Бејна и омогућава му да крене у потеру за Талијом. Они покушају да је натерају да однесе бомбу у Вејново постројење где ју је могуће стабилизовати, али не успевају у томе. Талија умире у судару камиона, а пре смрти каже Бетмену, Kајловој и Гордону да је бомбу сада немогуће деактивирати. Користећи летелицу коју је направио Фокс, Вејн односи бомбу изван града где је детонира над океаном, опраштајући се са Гордоном наговестивши ко је заправо Бетмен.
У епилогу филма, Бетмен је проглашен јунаком, а Вејн се сматра мртвим у нередима који су уследили након што је градом почело да влада безакоње. У кафићу у Италији, Алфред види Вејна и Kајлову како седе заједно, док Блејк долази у Бетменову пећину, користећи своје право име: Робин.

## Улоге
| Глумац             | Улога                        |
| ------------------ | ---------------------------- |
| Кристијан Бејл     | Брус Вејн / Бетмен           |
| Гари Олдман        | Џејмс Гордон                 |
| Том Харди          | Бејн                         |
| Џозеф Гордон-Левит | Џон Блејк                    |
| Ен Хатавеј         | Селина Кајл / Жена-мачка     |
| Марион Котијар     | Миранда Тејт / Талија ал Гул |
| Морган Фриман      | Лушус Фокс                   |
| Мајкл Кејн         | Алфред Пениворт              |
| Бен Менделсон      | Џон Дагет                    |
| Килијан Мерфи      | Џонатан Крејн / Страшило     |